# Micheline Presle
Micheline Presle, pseudonimo di Micheline Chassagne (Parigi, 22 agosto 1922 – Nogent-sur-Marne, 21 febbraio 2024), è stata un'attrice francese.

## Biografia

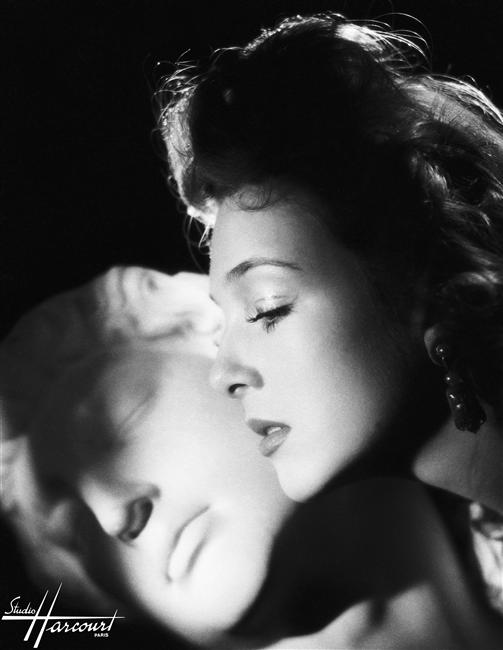
Micheline Presle nel 1941

Figlia di Robert Emile Vincent Chassagne e di Julie Yvonne Bachelier, dopo gli studi in collegio, prese lezioni di danza e recitazione e debuttò nel cinema all'età di 15 anni nel film La fessée (1937), con il nome di Micheline Michel. L'anno successivo, grazie al ruolo di protagonista nel film Ragazze in pericolo (1939) di Georg Wilhelm Pabst, vinse il Prix Suzanne Bianchetti quale giovane attrice più promettente del cinema francese (1939). Durante gli anni quaranta apparve in diverse commedie e pellicole romantiche, tra cui Il diavolo in corpo (1947) di Claude Autant-Lara, tratto dal romanzo di Raymond Radiguet. Il film ottenne grande successo grazie anche all'affiatamento tra la Presle (nel ruolo della crocerossina Marthe) e il giovane partner Gérard Philipe, interpreti di una tormentata storia d'amore sullo sfondo della prima guerra mondiale.
Nel 1950 si trasferì a Hollywood, dove interpretò tre film, accreditata con il nome di Micheline Prelle: La sua donna (1950) di Jean Negulesco, accanto a John Garfield, I guerriglieri delle Filippine (1950) di Fritz Lang, con Tyrone Power, e L'avventuriero di New Orleans (1951) di William Marshall, con Errol Flynn. Dopo questa breve parentesi, la Presle tornò in Francia e recitò in alcuni film in costume, quali Versailles (1954), in cui impersonò Madame de Pompadour, e Napoleone Bonaparte (1955), nel ruolo di Ortensia di Beauharnais, entrambi sotto la direzione di Sacha Guitry, nonché Venere imperiale (1962) di Jean Delannoy, in cui interpretò Giuseppina di Beauharnais.

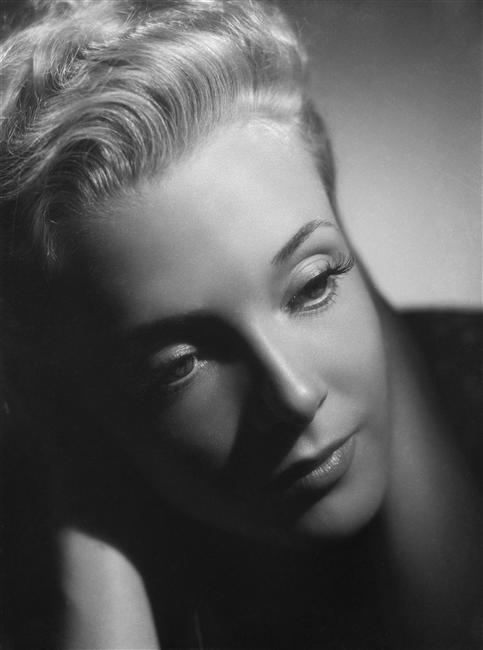
Micheline Presle nel 1945

Nel 1959 girò in Inghilterra il film L'inchiesta dell'ispettore Morgan, per la regia di Joseph Losey, mentre nel 1961 interpretò in Italia il ruolo di Adalgisa De Matteis, accanto a Marcello Mastroianni, in L'assassino, diretto da Elio Petri. Tornò nuovamente a lavorare a Hollywood in Una sposa per due (1962), ove impersonò la madre di Sandra Dee, e Intrigo a Stoccolma (1963) di Mark Robson, commedia giallo-rosa con Paul Newman, Edward G. Robinson ed Elke Sommer, in cui interpretò l'elegante scienziata francese Denise Marceau, in crisi con il marito e collega Gérard Oury.
Dagli anni sessanta la Presle continuò la carriera cinematografica, avvicinandosi inoltre alla televisione con il ruolo di Eve Lagarde in Les Saintes chèries, una serie di grande successo, andata in onda dal 1965 al 1970, in cui affiancò Daniel Gélin. In quegli anni recitò in molte pellicole di vario genere, tra cui Caccia al maschio (1964) di Édouard Molinaro, Tutti pazzi meno io (1966) di Philippe de Broca, Le pistolere (1971) di Christian-Jaque e Niente di grave, suo marito è incinto (1973) di Jacques Demy. Tra le sue ultime interpretazioni, recitò nei film Il sangue degli altri (1984) di Claude Chabrol, Mignon è partita (1988) di Francesca Archibugi e Voglio tornare a casa! (1989) di Alain Resnais, per cui ottenne una candidatura al Premio César nel 1989. La sua ultima apparizione sul grande schermo fu nel 2014 in Sesso, amore e terapia, diretto dalla figlia Tonie Marshall.
Micheline Presle morì a Nogent-sur-Marne il 21 febbraio 2024 all'età di 101 anni.

## Vita privata
Dopo un primo matrimonio (1945-1948) col tennista Michel Lefort, Micheline Presle fu sposata dal 1950 al 1954 con l'attore e regista statunitense William Marshall, ex marito di Michèle Morgan, da cui nel 1951 ebbe la figlia Tonie Marshall, divenuta anch'essa attrice, regista e sceneggiatrice di successo. Dal 1959 fu compagna dello scultore François Arnal. Nel 2020 perse la figlia.

## Filmografia parziale

Micheline Presle in Ecco la felicità! (1940)

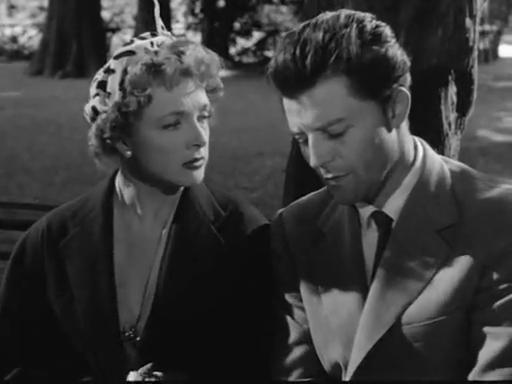
Con Gérard Philipe in Villa Borghese (1953)

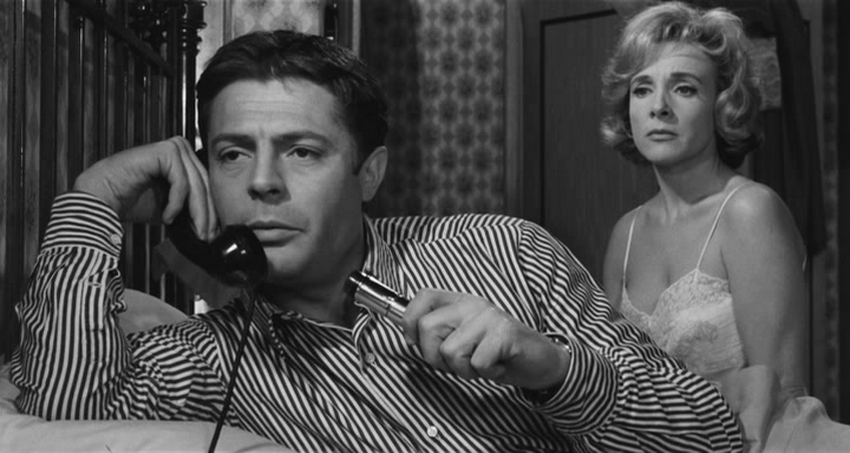
Con Marcello Mastroianni in L'assassino (1961)

- La Fessée, regia di Pierre Caron (1937)
- Ragazze in pericolo (Jeunes filles en détresse), regia di Georg Wilhelm Pabst (1939)
- Dodici donne (Elles étaient douze femmes), regia di Georges Lacombe (1940)
- Paradiso perduto (Paradis perdu), regia di Abel Gance (1940)
- Ecco la felicità! (La Comédie du bonheur), regia di Marcel L'Herbier (1940)
- Cercasi padrone (Parade en 7 nuits), regia di Marc Allégret (1941)
- Amanti senza domani (Histoire de rire), regia di Marcel L'Herbier (1941)
- La porta murata (Un seul amour), regia di Pierre Blanchar (1943)
- Falbalas, regia di Jacques Becker (1945)
- Ribellione (Boule de suif), regia di Christian-Jaque (1945)
- Risorgere per amare (Les jeux sont faits), regia di Jean Delannoy (1947)
- Il diavolo in corpo (Le Diable au corps), regia di Claude Autant-Lara (1947)
- Tutte le strade portano a Roma (Tous les chemins mènent à Rome), regia di Jean Boyer (1949)
- Gli ultimi giorni di Pompei, regia di Paolo Moffa e Marcel L'Herbier (1950)
- La sua donna (Under My Skin), regia di Jean Negulesco (1950)
- I guerriglieri delle Filippine (American Guerrilla in Philippines), regia di Fritz Lang (1950)
- L'avventuriero di New Orleans (Adventures of Captain Fabian), regia di William Marshall (1951)
- La signora dalle camelie (La Dame aux camélias), regia di Raymond Bernard (1953)
- L'amore di una donna (L'amour d'une femme), regia di Jean Grémillon (1953)
- Villa Borghese, regia di Gianni Franciolini (1953)
- Versailles (Si Versailles m'était conté), regia di Sacha Guitry (1954)
- Casa Ricordi di Carmine Gallone (1954)
- Napoleone Bonaparte (Napoléon), regia di Sacha Guitry (1955)
- Beatrice Cenci, regia di Riccardo Freda (1956)
- La sposa troppo bella (La Mariée est trop belle), regia di Pierre Gaspard-Huit (1956)
- I demoniaci (Les Louves), regia di Luis Saslavsky (1957)
- L'amante pura (Christine), regia di Pierre Gaspard-Huit (1958)
- L'inchiesta dell'ispettore Morgan (Blind Date), regia di Joseph Losey (1959)
- Una ragazza per l'estate (Une Fille pour l'été), regia di Édouard Molinaro (1960)
- Il barone (Le Baron de l'écluse), regia di Jean Delannoy (1960)
- Il mistero dei tre continenti (Die Herrin der Welt - Teil I), regia di William Dieterle (1960)
- Desideri proibiti (Les Grandes personnes), regia di Jean Valère (1961)
- L'amante di 5 giorni (L'amant de cinq jours), regia di Philippe de Broca (1961)
- L'assassino, regia di Elio Petri (1961)
- Grisbì da un miliardo (La Loi des hommes), regia di Charles Gérard (1962)
- I sette peccati capitali (Les sept péchés capitaux), regia di Claude Chabrol e Philippe de Broca (1962)
- I briganti italiani, regia di Mario Camerini (1962)
- Le tentazioni quotidiane (Le Diable et les dix commandements), regia di Julien Duvivier (1962)
- Una sposa per due (If a Man Answers), regia di Henry Levin (1962)
- Venere imperiale, regia di Jean Delannoy (1962)
- Intrigo a Stoccolma (The Prize), regia di Mark Robson (1963)
- L'intrigo, regia di Vittorio Sala (1964)
- Caccia al maschio (La Chasse à l'homme), regia di Édouard Molinaro (1964)
- Ogni giorno nasce un fesso (Les Pieds nickelés), regia di Jean-Claude Chambon (1964)
- Da New York: la mafia uccide (Je vous salue, mafia!), regia di Raoul J. Levy (1965)
- Suzanne Simonin, la religiosa (La Religieuse), regia di Jacques Rivette (1966)
- Tutti pazzi meno io (Le Roi de coeur), regia di Philippe de Broca (1966)
- La favolosa storia di Pelle d'Asino (Peau d'âne), regia di Jacques Demy (1970)
- Le pistolere (Les Pétroleuses), regia di Christian-Jaque (1971)
- Il diavolo nel cervello, regia di Sergio Sollima (1972)
- Niente di grave, suo marito è incinto (L'événement le plus important depuis que l'homme a marché sur la lune), regia di Jacques Demy (1973)
- La preda, regia di Domenico Paolella (1974)
- Il clan degli imbroglioni (La Gueule de l'emploi), regia di Jacques Rouland (1974)
- Due svedesi a Parigi (Deux grandes filles dans un pyjama), regia di Jean Girault (1974)
- Le Boucher, la star et l'orpheline, regia di Jérôme Savary (1975)
- Lettere a Emmanuelle (Néa), regia di Nelly Kaplan (1976)
- Il sangue degli altri (Le Sang des autres), regia di Claude Chabrol (1984)
- Les Voleurs de la nuit, regia di Samuel Fuller (1984)
- Mignon è partita, regia di Francesca Archibugi (1988)
- Voglio tornare a casa! (I Want to Go Home), regia di Alain Resnais (1989)
- A Chef in Love (Shekvarebuli kulinaris ataserti retsepti), regia di Nana Džordžadze (1996)
- Sciampiste & Co. (Vénus beauté [Institut]), regia di Tonie Marshall (1999)
- Un uomo e il suo cane (Un homme et son chien), regia di Francis Huster (2008)
- Plein sud - Andando a sud (Plein Sud), regia di Sébastien Lifshitz (2009)
- Adorabili amiche (Thelma, Louise et Chantal), regia di Benoît Pétré (2010)
- Comme des frères, regia di Hugo Gélin (2012)
- Sesso, amore e terapia (Tu veux... ou tu veux pas?), regia di Tonie Marshall (2014)

## Doppiatrici italiane
Nelle versioni in italiano dei suoi film, Micheline Presle è stata doppiata da: 
- Rosetta Calavetta in L'amante di 5 giorni, Una sposa per due, La favolosa storia di Pelle d'Asino, Il barone, Niente di grave suo marito è incinto, Venere imperiale, Caccia al maschio, Le tentazioni quotidiane, Casa Ricordi, Desideri proibiti
- Lydia Simoneschi in L'amante pura, Il diavolo in corpo, Beatrice Cenci
- Dhia Cristiani in La sposa troppo bella, I guerriglieri delle Filippine, Suzanne Simonin, la religiosa
- Renata Marini in Ecco la felicità!
- Rina Morelli in L'avventuriero di New Orleans
- Gianna Piaz in L'assassino
- Maria Pia Di Meo in Intrigo a Stoccolma
- Benita Martini in Le pistolere
- Anna Miserocchi in La preda
- Sonia Scotti in L'avventuriero di New Orleans (ridoppiaggio)
- Rita Savagnone in Un uomo e il suo cane